# Nowhere to Run
Nowhere to Run är även titeln på en låt av hårdrockgruppen Kiss på albumet Kiss Killers, samt en amerikansk film från 1993.
Nowhere to Run är en låt skriven av låtskrivartrion Holland-Dozier-Holland och lanserad av Martha and the Vandellas 1965 på Motown-etiketten Gordy Records. Den togs med på deras album Dance Party och kom att bli en av gruppens största singelhits. Låten är uppbyggd kring ett kraftfullt orkesterarrangemang av The Funk Brothers och den handlar om en kvinna i ett dåligt kärleksförhållande som hon inte kan bryta sig loss från.
Låten har funnits med i filmerna Good Morning, Vietnam, Rött hav och Bringing Out the Dead.
Låten blev listad av magasinet Rolling Stone som #358 på deras lista The 500 Greatest Songs of All Time.

## Listplaceringar
- Billboard Hot 100, USA: #8[1]
- Billboard R&B Singles: #5
- UK Singles Chart, Storbritannien: #28[2]